# 慶光院盈子
慶光院 盈子（けいこういん みつこ、1853年7月23日〈嘉永6年6月18日〉 - 1934年〈昭和9年〉12月15日）は、慶光院最後の住持。慶光院家初代当主。旧名は宮橋 盈子、宮橋 みつとも称される。

## 生涯

### 誕生から慶光院へ
伏見宮邦家親王の密子として生まれる。邦家親王には多くの密子がおり、盈子もその一人であった。密子たちは門跡寺院に預けられることが多く、盈子は慶光院に預けられることとなった。
慶光院に入院するにあたり密子のままでは差し障りがあるとして、邦家親王から故一条忠香の猶子であるということにして入院させたいと申し出があったが、大炊御門家信の猶子となり入院することとなった。そのため、盈子は大炊御門家信の娘として知られ、『大炊御門家譜』にも美津として名前がある。
慶應元年12月、盈子は慶光院の付弟候補として入院した。慶應2年6月、14世住持・桂厳周昌が入寂し、盈子が住持となった。

### 明治維新後
明治維新後、神仏分離や廃仏毀釈に伴い慶光院の存続が危ぶまれた。そのため明治元年3月、未だ落飾もしておらず俗体であることを理由に、慶光院との関係が深い神宮に奉仕し続けたいと、三条実美に懇願し廃院を免れた。しかし、翌年の明治2年4月、度会府から還俗するように勧奨され慶光院は廃院となった。
廃院後、慶光院 盈子から宮橋 盈子に改姓し、明治4年12月には士族に編入されることとなった。また後年になり松平容大や五辻安仲が、伏見宮の密子で大炊御門家の猶子である盈子を華族に編籍しようとした請願も提出されたが却下されている。

### 婚姻から晩年
明治5年2月13日土井聱牙の三男・参三郎を婿養子として迎え、明治8年7月12日に長男・茂樹が誕生したが夭折している。明治19年7月には、夫・参三郎が死去した。
その数年後、松平容保の次男・松平健雄を養子として迎えるが、のちに離縁している。明治35年、二条斉敬の次男・慶光院利敬を養子として迎えた。明治36年2月、再び慶光院 盈子に復姓し、明治39年10月には利敬に家督を相続させた。
密子と言えど、永らく実父たちとの交流は続き、実父・邦家親王や実兄・久邇宮朝彦親王から贈答品が届けられたり、明治15年に神宮教院に入学した実甥・賀陽宮邦憲王が盈子宅に寝泊まりしていたという。晩年には実甥・多嘉王の邸宅に身を寄せていた。
墓所は住持を務めた旧慶光院にある。

## 系譜
- 父：伏見宮邦家親王（1802 - 1872）
- 母：不詳
- 猶父：大炊御門家信（1818 - 1885）
- 夫：宮橋参三郎（? - 1886）- 土井聱牙の三男
  - 長男：茂樹（1875 - ?） - 夭折
- 養子：松平健雄（1873 - 1927）- のちに離縁
- 養子：慶光院利敬（1875 - 1938）